# جامع الإمام محسن
جامع الإمام محسن هو مسجد في محافظة نينوى في الموصل. يقع في محلة الشفاء بالقرب من قلعة باشطابيا الشهيرة، ويقابل مرقد الإمام يحيى أبو القاسم.

## تاريخ الجامع
تشيــر المصادر التاريخية والأثرية إلى أن الجامع كان في أول أمره مدرسة تعرف بالمدرسة النورية، والتي بناها نور الدين ابن عز الدين أحد رجالات الدولة الأتابكية في نهايات القرن الخامس للهجرة، وعرفت بعد القرن الثامن للهجرة بمشهد الإمـام محسن بعد أن شيد بدر الدين لؤلؤ مشهد للإمام محسن بن الامام علي بن أبي طالب في إحدى غرف المدرسة النورية ثم بنى فيهِ مصلى وأقيم فيه منبر واتخذ جامعاً عرف بجامع الإمام محسن.

## المدرسة النورية
بناها نورالدين شـاه أرسلان شاه الأول بن عزالدين مسعود الأول (589-607)هـ، وكانت تقابل دور المملكة التي لاتزال بقايا هذه الدور موجودة إلى اليوم وتـعرف بقره سراي، وكانت المدرسة كبيرة ومن مدارس الموصل المعدودة وهي في غاية الحسن والانتظام، قل أن يوجد مثلها مدرسة في الموصل. ولم يبقى من المدرسة المذكورة ألا قسم صغير. وأما الباقي فقد اتخذ مقابر تحيط بها. ودرس فيها أبو حامد عمادالدين بن يونس بن منعة (535-608)هـ، وأسـتمر التدريس بها إلى القرن الثامن للهجرة. ودرس فيها الشيخ العلامة السيد ركن الدين بن محمد شرف شاه الحـسيني الاسـترابادي المتوفي عام 715هـ.

## مـشهد الإمام محسن
لما تولى بدر الدين لؤلؤ أمر الموصل اتخذ مشهدا للأمام محسن بن الامام علي أبن ابي طالب في إحدى غرف المدرسة النورية، ولم يعطل التدريس بها فكان المشهد إلى جانب المدرسة، وبعدالقرن الثامن للهجرة تنقطع عنا اخبار المدرسة وصارت تعرف بمشهد الامام محسن وفي الحضرة محراب من المرمر الازرق عليه الكتابات التالية:
1. البسملة وآية الكرسي: وهي تحيط بالمحراب.
2. يتدلى من أعلى المحراب إلى وسطه زخارف محفورة على شـكل سلسلة تنتهي بقنديل محفور في الرخام ومكتوب في وسطه «الملك لله » وفي جانبي القسم الأسفل منه: «ولرسوله الكريم».
3. ومكتوب في أسـفل المحراب: «تطوع بعمارة هذا المسجد المبارك الفقير إلى رحمة الله تعالى حميد بن فارس الحلبي».

## جامع الإمام محسن
اتـخذ بعض المسلمين من سكان المنطقة مصلى من الأروقة التي أمام الحضرة، وأقاموا بها منبرا يؤدون فيه صلاة الجمعة. وقد زادت في تلك الأيام عدد الدور المجاورة لهُ وصارت من المناطق المعمورة في المدينة، فازداد عدد المصلين وضاق المصلى بهم فتطوع جماعة بمبلغ من المال، فهدموا المسجد واعادوا بنائهِ بمصلى واسع، وأقاموا به منبرا فوق المحراب وتم ذلك في سنة 1959م. ثم تم في عام 1997م أعمار الجامع وأكساء الجامع بالمرمر والحلان وبناء منارة مئذنة صغيرة وبناء بوابة للجامع.

## نشـاط الجامع
كـان جامع الامام محسن مركزاً لتعليم القرآن والتجويد وتقام فيهِ الدورات الصيفية للأطفال في العطلة الصيفية لتدريس التعاليم الدينية والقرآن والحديث النبوي، وكان الجامع مركزاً خيرياً أيضا لتجميع المساعدات الإنسانية وتقديمها للأيتام والعوائل الفقيرة والنازحة.

## هـدم الجـامع
تم هدم مبنى المرقد والجامع من قبل تنظيم داعش الإرهابي في شباط 2015م بعد سرقة محتوياته.

## اعادة بناء الجامع
اعيد اعمار الجامع وافتتح بتاريخ 26 شعبان 1444هـ الموافق 18 آذار 2023 م، وشيد البناء بتبرعات المحسنين.